# Pedro Tagliani

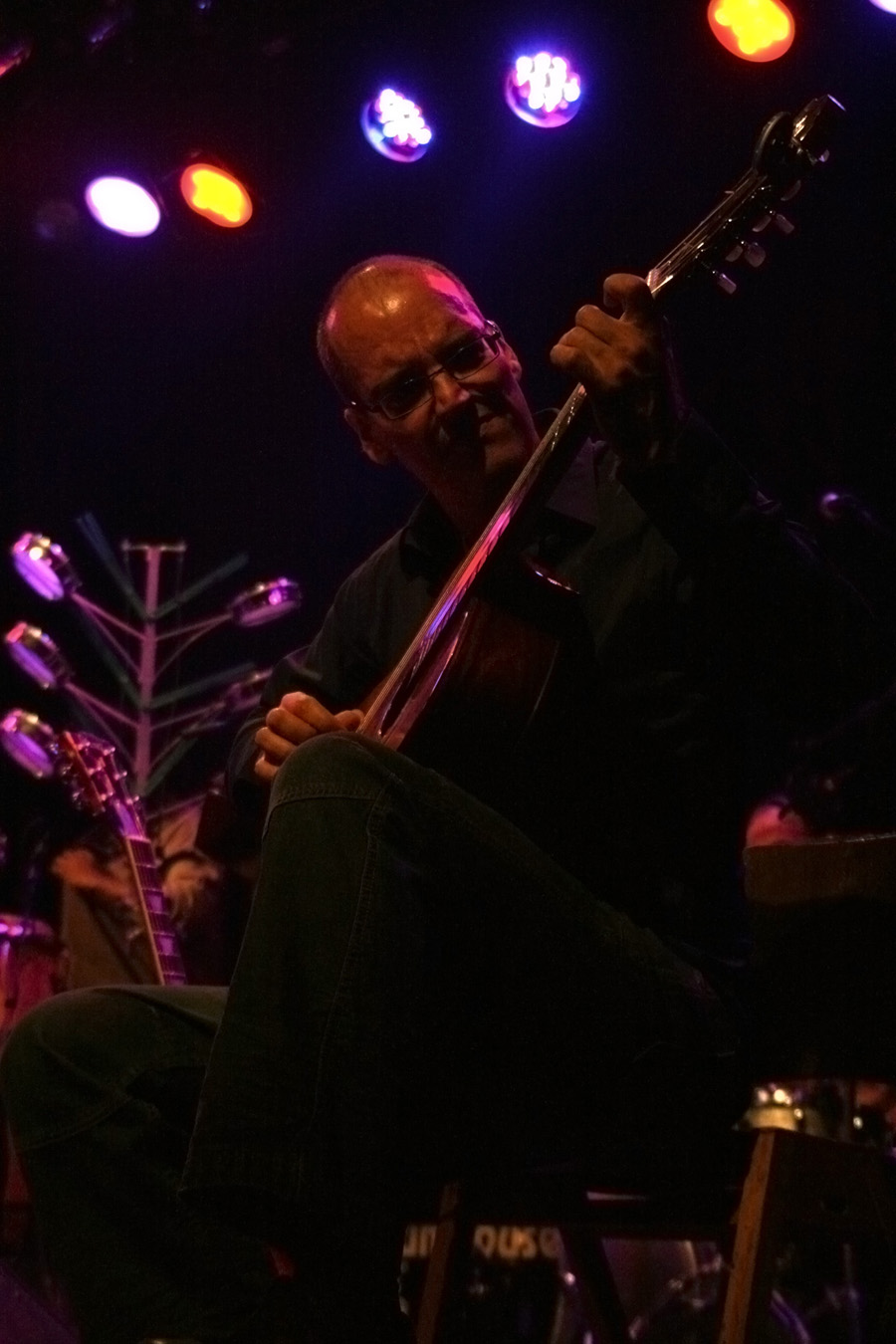
Pedro Tagliani (Wien 2008)

Pedro Tagliani (* 1961 im Bundesstaat Rio Grande do Sul, Brasilien) ist ein brasilianischer Jazzgitarrist.

## Leben
Tagliani studierte ab 1978 zunächst an der Escola da Orquestra Sinfônica de Porto Alegre und später an der Escola do Guitarrista Gaúcho. Seit 1980 war er Gitarrist und Komponist der Gruppe Raiz de Pedra, mit der er vier Alben aufnahm. Das letzte, Diário de Bordo mit Egberto Gismonti als Gast, erschien beim deutschen Label Enja.
Seit 1993 lebt Tagliani in Europa. Er arbeitete hier u. a. mit Musikern wie Egberto Gismonti, Wolfgang Lackerschmid, Stella Jones, Dave Samuel, Ruben Gomes und Peter Finger zusammen. 1998 nahm er in Wien mit dem Saxophonisten Thomas Kugi das Album Arvoredo auf.
Unter anderem tritt Tagliani in folgenden Formationen auf: Ahmed el Salamoune & Pedro Tagliani, Pedro Tagliani & Christian Gall, Melanie Bong Trio, Sophie Wegeners Zona Sul und Viva Corinho.